# Drepanosticta wildermuthi
Drepanosticta wildermuthi – gatunek ważki z rodziny Platystictidae. Występuje endemicznie na Filipinach.